# پل اودوالا
پل اودوالا (انگلیسی: Uddevalla Bridge) پلی در کشور سوئد است.
این پل که در نزدیکی شهر اودوالا قرار دارد ۱۷۱۲ متر طول و از ۵۱ متری سطح آب قرار دارد، پل اودوالا در ۲۰ مه ۲۰۰۰ به بهره‌برداری رسیده‌است.